# Cortile del Sacro Cuore
Il cortile del Sacro Cuore, assieme all'omonima casa del clero, è situato a nord-ovest della Cattedrale di San Gerardo, a Potenza, in via Vincenzo Scafarelli. È cinto fra le mura della casa omonima e del palazzo vescovile.

## Beni artistici
Nel luogo sono stati ritrovati vari beni artistici. Molto importante è una fornace teofiliana per costruire campane, databile dal XII secolo al XIII secolo. Essa è ancora in ottime condizioni, seppur rinvenuta parzialmente coperta dal campanile della cattedrale del XIX secolo. Una tomba risalente al XII secolo è stata trovata nella zona. La tomba ospitava un personaggio di rilievo dell'epoca ed era caratterizzata da una stretta struttura a logette. Il corredo funebre del defunto era costituito anche da un'antica cintura in ferro e un pendente globulare in osso.